# Bornéu do Norte nos Jogos Olímpicos de Verão de 1956
Bornéu do Norte participou dos Jogos Olímpicos como estado independente apenas na edição de 1956, em Melbourne, na Austrália.

## Desempenho

### Atletismo
| Atleta           | Prova                  | Elims.  | Elims. | Final       | Final       |
| Atleta           | Prova                  | Res.    | Pos.   | Res.        | Pos.        |
| ---------------- | ---------------------- | ------- | ------ | ----------- | ----------- |
| Gabuh Bin Piging | Salto triplo masculino | 14,55 m | 24º    | Não avançou | Não avançou |
| Sium Bin Diau    | Salto triplo masculino | 14,09 m | 28º    | Não avançou | Não avançou |